# Le Mesnil-le-Roi
Le Mesnil-le-Roi is een gemeente in Frankrijk. Het ligt aan de linker oever, aan de westoever van de Seine in de agglomeratie van Parijs, op 15 km ten noordwesten van het centrum van Parijs.

## Kaart
De onderstaande kaart toont de ligging van Le Mesnil-le-Roi met de belangrijkste infrastructuur en aangrenzende gemeenten.

## Demografie
Onderstaande figuur toont het verloop van het inwonertal, bron: INSEE-tellingen. 